# Way Out
"Way Out" skriven av by Per Gessle ochframförd av Roxette, blev tredje singeln ut från duons album Charm School. Den släpptes bara i Tyskland och Österrike, där man beslutade sig för att släppa en annan upptemposingel, efter framgången med "She's Got Nothing On (But the Radio)".

## Låtlista
- Digital download/CD Single[1]

1. "Way Out" (Radio Edit) – 2:43
2. "Crash! Boom! Bang!/ Anyone" (Live at Forest National, Brussels, 22 oktober 2001) – 6:21

### Fotnoter
1. ↑  ”Way Out”. 7digital. Arkiverad från originalet den 10 juli 2012. https://archive.is/20120710032527/http://de.7digital.com/artist/roxette/release/way-out/. Läst 4 mars 2012.